# Lovci serije Teen
Lovci serije Teen (ang. Teen Series) je medijska oznaka
 za ameriška nadvzočna lovska letala z oznako med F-14 in F-18. Obsega letala F-14 Tomcat, F-15 Eagle, F-16 Fighting Falcon in F/A-18 Hornet. Lovce, razen F-14, ki je upokojen primarno uporabljajo Ameriške letalske sile (USAF) in Ameriška mornarica, pa tudi številne druge države po svetu. 
- F-14 Tomcat - palubni lovec z gibljivimi krili
- F-15 Eagle - twin-engine, taktični lovec
- F-16 Fighting Falcon - Večnamenski lovec
- F/A-18 Hornet - palubni večnamenski lovec